# 卢浮-里沃利站
卢浮-里沃利站（法語：Louvre - Rivoli），是法国巴黎地铁1号线的一个车站，位于巴黎第一区，于1900年8月13日启用。
本站原名羅浮（Louvre）站，因其位於羅浮路（Rue du Louvre）下方，及鄰近羅浮宮。1989年時羅浮宮博物館於王宮站開通新出入口，為避免混淆，此站改名為羅浮-里沃利站，因本站位於羅浮路與里沃利路（Rue Rivoli）交叉口，也是本站唯一的出入口。月台上擺有羅浮宮珍藏展覽品的複製品。

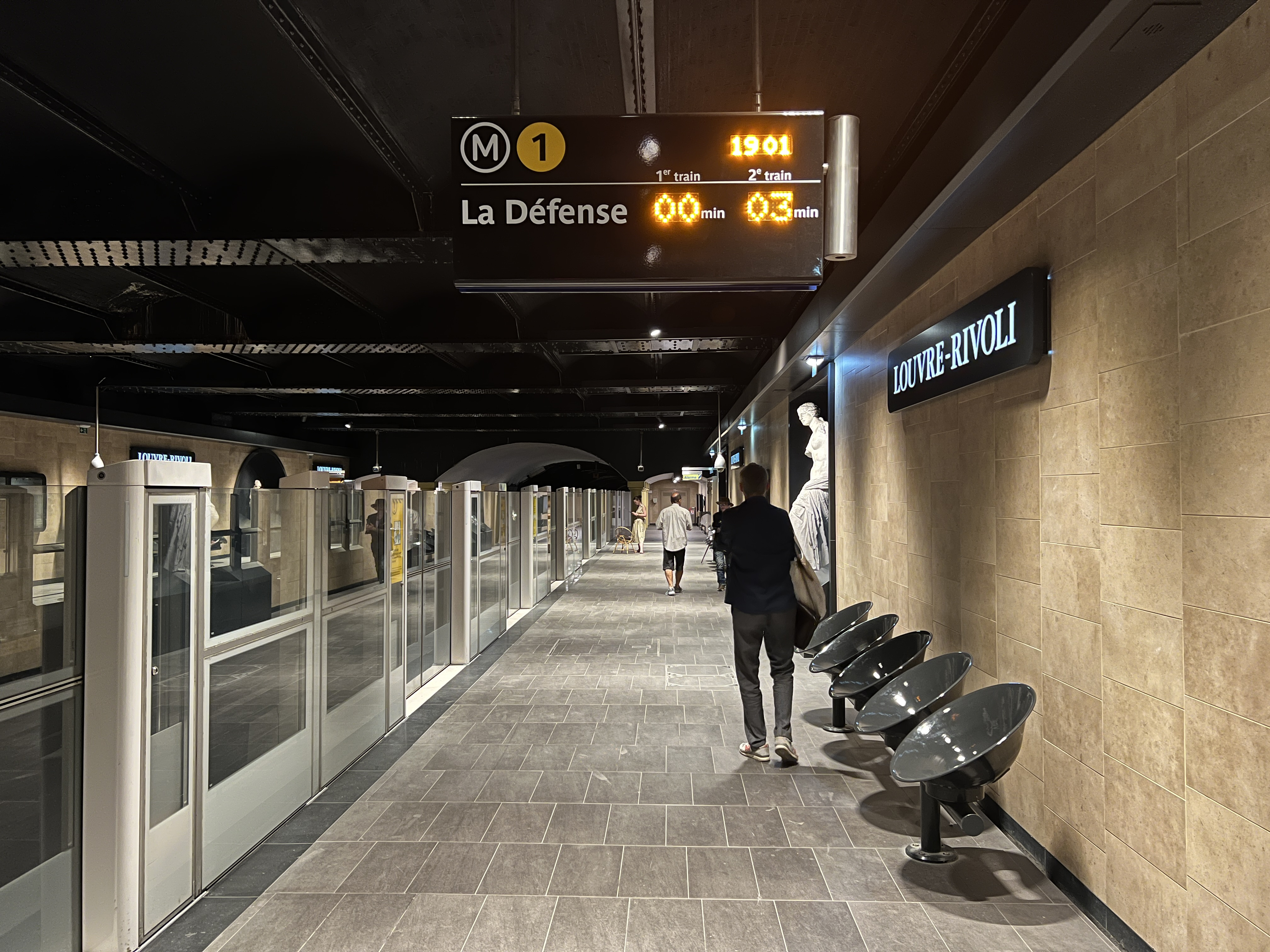
月台 (2022年6月)

## 車站結構
| 街道      |                                  |                                  |
| B1        | 連接層                           |                                  |
| 1號線月台 | 設有月台幕門的側式月台，右側開門 | 設有月台幕門的側式月台，右側開門 |
| 1號線月台 | 西行                             | 往拉德芳斯（皇家宮-羅浮宮）      |
| 1號線月台 | 東行                             | 往文森城堡（夏特雷）             |
| 1號線月台 | 設有月台幕門的側式月台，右側開門 |                                  |